# Chibougamau
Chibougamau és una ciutat al Quebec central, al Canadà, situada en la ribera oest del llac Gilman. Té una població de 7.540 persones. Chibougamau significa "lloc de reunió" en la llengua cree. El 2014, segons l'institut canadenc d'informació sobre la salut, la regió Nord-du-Québec - de la qual Chibougamau forma part - ocupa el primer rang al Quebec quant al consum d'alcohol.
Donades les grans distàncies a les ciutats més properes (Saint-Félicien es troba a 200 km (124 mi) al sud-est) i Abitibi-Témiscamingue es troba a 250 km (155 mi) al sud-oest), Chibougamau proporciona serveis per a les poques comunitats petites que l'envolten (Mistissini, Oujé-Bougoumou, i Chapais) i per a les indústries basades en recursos naturals (la mineria, la fusta, l'energia hidroelèctrica) a la regió.

## Història
La primera exploració oficial de la zona fou en 1870. James Richardson del Servei Geològic del Canadà va descobrir indicis de minerals als voltants de la "Paint Mountain" al llac Chibougamau. Altres exploracions confirmen el potencial miner. El 1904, sota la direcció de Peter McKenzie i l'enginyer francès Joseph Obalski, va començar l'explotació dels recursos. En la dècada de 1930, Chibougamau va ser l'objecte de la prospecció intensiva, i la comunitat es va anar omplint de miners, contrabandistes, prospectors, i geòlegs que vivien lliure de qualsevol llei i de qualsevol autoritat policial. No va ser sinó fins a la dècada de 1950 quan els camins permeten el transport de minerals a la Abitibi i al Lac Saint-Jean. En 1952, es va establir el "municipi de Chibougamau". Accedeix a la categoria de ciutat l'1 setembre de 1954.

## Economia
Chibougamau viu gairebé exclusivament de l'explotació forestal i minera, com la majoria de les comunitats a aquesta latitud. No cal tanmateix excloure les ingressos econòmics derivats de la presència d'Hydro-Quebec a la zona.

## Clima
Chibougamau té un clima subàrtic (classificació climàtica de Köppen Dfc), malgrat estar situada un mica al sud de 50° de latitud. Els hiverns són molt llargs, fred, i nivosos, amb una temperatura mitjana de màximes al gener de −13.5 °C i una temperatura mitjana de mínimes de −24.2 °C. Els estius són tebis encara que curt, amb temperatures mitjanes el juliol de 22.2 °C (màximes) i 10.5 °C (mínimes).
La precipitació anual és alta per tractar-se d'un clima subàrtic amb un toal de 996 mil·límetres, i 313 centímetres de neu per any. La precipitació és significativa tot l'any encara que entre febrer i abril el temps és més sec.